# Andrée ou Andréa
Pour plus de détails, voir Fiche technique et Distribution.
Andrée ou Andréa (titre original : Andrea – wie ein Blatt auf nackter Haut) est un film germano-liechtensteinois réalisé par Hans Schott-Schöbinger sorti en 1968.

## Synopsis
La baronne Andréa est une nymphomane. À peine est-elle revenue au château de ses parents qu'aucun homme n'est à l'abri de la blonde aux cheveux blonds. Elle entraîne au lit le garçon d'écurie Joschi ainsi que les maris infidèles de ses amies et de sa sœur. Même le petit voyou Félix, qui préfère prendre les femmes par la force et ne s'arrête pas au viol, se retrouve entre les cuisses de la beauté sensuelle. Après l'acte forcé, le proxénète bourru en espère plus, puisqu'il envisage de faire travailler Andréa pour lui.
Mais Andréa garde son indépendance malgré tous ses instincts : dès qu'elle a couché avec les hommes, elle se désintéresse d'eux et, ennuyée, les laisse tous tomber. Un jour, son désir menace de l'entraîner dans un tourbillon de crime. Après une course-poursuite panique, Frederick, un meurtrier recherché qui s'est évadé de prison, saute à moitié nu des roseaux dans ses bras, elle commence à tomber amoureuse de lui. Mais avant qu'Andréa ne puisse entamer un nouveau départ avec lui, il est arrêté par la police.

## Fiche technique
- Titre : Andrée ou Andréa
- Titre original : Andrea – wie ein Blatt auf nackter Haut
- Réalisation : Hans Schott-Schöbinger
- Scénario : 	Hanns Schott-Schöbinger
- Musique : Hans Hammerschmid (de)
- Direction artistique : Nino Borghi
- Photographie : Hanns Matula
- Son : Günter Bloch
- Production : Harald A. Hoeller
- Société de production : HIFI Stereo 70 Kg, Metrostar
- Société de distribution : Alpha-Filmverleih
- Pays d'origine :  Allemagne de l'Ouest,  Liechtenstein
- Langue : allemand
- Format : Couleur - 1,66:1 - Mono - 35 mm
- Genre : Érotique
- Durée : 90 minutes
- Dates de sortie :
  -  Italie : 7 septembre 1968.
  -  Allemagne de l'Ouest : 24 octobre 1968.
  -  États-Unis : 5 août 1969.
  -  France : 27 février 1970[1].

## Distribution
- Dagmar Lassander : Andrea
- Joachim Hansen : Peter, son mari
- Hans von Borsody : Frederick Jansen
- Herbert Fux : Felix Klarsen
- Ralph Clemente : Thomas
- Art Brauss : Joschi, le garçon d'écurie
- Anne Famos : Mila, la fiancée de Joschi
- Gita Rena : Clarisse
- Fred Bernhoff : Dr. Wagner
- Helmut Alimonta (de) : Schorsch
- Ingrid Simon (de) : Luisa
- Karl-Heinz Peters (de) : l'antiquaire

## Production
Andrée ou Andréa est réalisé à l'automne 1967 à Vienne et sa campagne.
Herbert Fux refait sa voix après le tournage.